# Rauisuchus tiradentes
Il rauisuco (Rauisuchus tiradentes) è un rettile estinto appartenente ai rauisuchi. Visse nel Triassico medio (circa 240 - 230 milioni di anni fa) e i suoi resti fossili sono stati ritrovati in Brasile. 

## Descrizione
I resti fossili permettono di ricostruire un animale quadrupede dalla corporatura piuttosto massiccia, dalla lunghezza approssimativa di 4 metri. L'altezza alle anche era di circa 90 centimetri e il peso poteva forse raggiungere i 250 chilogrammi. Il cranio era di struttura robusta ma munito di una finestra anteorbitale piuttosto ampia, mentre i denti erano lunghi e ricurvi all'indietro. 

## Classificazione
Descritto per la prima volta da Fredrich von Huene nel 1942, Rauisuchus è noto per resti fossili ritrovati nel geoparco Paleorrota, in Brasile. Questo animale (il cui nome deriva da quello del cercatore di fossili Wilhelm Rau) dà il nome al grande gruppo dei rauisuchi, rettili arcosauri dalle abitudini predatrici affini ai coccodrilli. In particolare, si ritiene che Rauisuchus fosse affine ad altre forme come Postosuchus, Fasolasuchus e Teratosaurus.